# Idriss Raiss El-Fenni
Idriss Raiss El-Fenni (en arabe : إدريس الرايس الفني), né le 9 mai 1996 à Tanger (Maroc), est un joueur de futsal international marocain.

## Biographie

### Carrière en club

#### Formation à l'Ajax Tanger (2015-2020)
Idriss Raiss El-Fenni se forme à l'Ajax Tanger, avec qui il évolue jusqu'en 2020.

#### Avec le Chabab Mohammédia (2020-2023)
Idriss Raiss quitte l'Ajax Tanger pour s'engager en 2020 avec le Chabab Mohammédia (SCCM) qui vient d'être fondé après la fusion par absorption de l'Athletico Kénitra.
Avec le SCCM, il remporte le championnat à trois reprises (2020-21, 2021-22 et 2022-23) ainsi que la Coupe du Trône (édition 2019-20).
Après plusieurs années passées au SCCM, Raiss El-Fenni prend la direction du Faucon Agadir durant la mi-saison 2023-2024.

#### Avec le Faucon Agadir (2024)
Idriss Raiss El-Fenni s'engage avec l'AS Faucon d'Agadir avec lequel il dispute la deuxième partie de la saison sportive 2023-2024 et remporte le championnat national ainsi que la Coupe du Trône.

#### Avec le Loukkous Ksar El Kebir (2024-)
Après une moitié de saison du côté d'Agadir, Idriss Raiss El-Fenni s'engage avec le vice-champion du Maroc sortant, Loukkous Ksar El Kebir. Club avec lequel il remporte le championnat, le premier titre de l'histoire pour le club kasri. La même année, il remporte également avec cette équipe la Coupe du Trône de la saison sportive 2023-2024 en inscrivant un doublé en finale face à l'Oussoud Khabazat Kénitra (victoire, 5-1).

### En équipe nationale
Idriss Raiss El-Fenni est international marocain depuis 2018. En fin juillet 2018, il participe à ses premiers stages d'entraînements avec l"équipe première du Maroc sous la houlette de Hicham Dguig. En décembre 2018, il participe à son premier tournoi international de futsal qui a lieu en Chine. Cependant, à domicile, il joue sa première double confrontation amicale face à la Belgique le 8 avril 2019 à Tétouan à la salle Taib Bakkali (victoire, 3-1). Lors de ce match, il inscrit également son premier but international. Le match retour a lieu deux jours plus tard dans la même ville. 
Après avoir pris part à la préparation pour la CAN 2020, il est sélectionné dans la liste des 24 de Hicham Dguig pour disputer la phase finale du tournoi qui voit le Maroc triompher pour la deuxième fois consécutive.
Entre le 7 et le 17 septembre 2020, il prend part au Tournoi International de Futsal de Poreč en Croatie.
Le 4 septembre 2021, la fédération marocaine annonce la liste des joueurs qui iront disputer la Coupe du monde en Lituanie. Raïss El-Fenni est retenu par Dguig pour défendre les couleurs marocaines.
Avant d'entamer la Coupe du monde, qui devait initialement se dérouler en 2020 (report en raison de la pandémie de Covid-19), Idriss Raïss participe à deux rencontres amicales, les 6 et 7 septembre 2021 respectivement face au Vietnam et au Japon, deux sélections asiatiques dont la culture futsal se rapproche de celle de la Thaïlande qui figure dans le groupe du Maroc au Mondial 2021. Les Marocains gagnent le premier match (2-1), mais perdent le second contre leurs homologues japonais (3-0).
Idriss dispute l'ensemble des matchs à la Coupe du monde. Un parcours historique du Maroc qui franchit dans un premier temps le premier tour pour la première fois de son histoire.. Après avoir éliminé le Venezuela, le Maroc se fait sortir en quart de finale par le Brésil (1-0).
Marocains et Brésiliens se retrouvent en novembre 2021 pour une double confrontation à Laâyoune. Le Maroc remporte la première manche (3-1) et s'incline lors de la seconde (2-0).
En mars 2022, le Maroc dispute une double confrontation face au Bahreïn à Manama. Deux matchs amicaux qui se terminent sur deux victoires marocaines (5-1) le 2 mars, puis (2-0) le lendemain.
Le Maroc reçoit l'Argentine à Rabat pour une double confrontation amicale dont participe Idriss Raïss El Fenni. Le premier match se solde par une victoire marocaine (4-3) puis le second par un succès argentin (3-2).
Dans le cadre des préparations pour la Coupe arabe 2022, le Maroc reçoit son homologue comorien pour deux rencontres amicales les 4 et 6 juin 2022 au Complexe Mohammed VI. Les deux matchs amicaux se terminent par des victoires marocaines (4-1 puis 8-0).
Idriss Raiss El-Fenni est sélectionné par Hicham Dguig pour participer à la Coupe arabe de futsal 2022 qui a lieu en Arabie Saoudite au mois de juin 2022. 
Après la Coupe arabe, il prend part avec la sélection à la Coupe des confédérations de futsal en Thaïlande durant le mois de septembre 2022.
Dans le cadre des préparations à la Coupe arabe 2023, Idriss Raiss El-Fenni est convoqué pour une double confrontation amicale face à la Slovaquie les 27 et 29 mai au Complexe Mohammed VI. Le premier match se solde par une victoire marocaine (3-0).
Le Maroc entame la Coupe arabe à Djeddah sur une victoire contre les Comores (5-0) avec un doublé d'Idriss Raiss El-Fenni. La journée suivante il inscrit un doublé contre le Liban. Puis le match qui suit, il inscrit son 5e but de la compétition contre le Koweït (victoire marocaine, 4-2). Il s'offre un but en quart de finale face à l'Arabie saoudite (victoire marocaine, 5-2).
Le 9 août 2023 au Complexe Mohammed VI, il s'offre un doublé contre la Roumanie après avoir été buteur deux jours plus tôt contre le même adversaire. Les deux matchs se soldent par des victoires marocaines (7-2 et 6-1),.
Quelques semaines plus tard, le 14 septembre 2023, le Maroc (8ème au classement mondial) s'impose en amical face au vice-champion du monde, l'Argentine sur le score de 7 buts à 0. Idriss Raiss contribue à ce succès en étant impliqué sur deux buts (Un but et une passe décisive).

## Statistiques

### Statistiques détaillées en club
Le tableau suivant recense les statistiques d'Idriss Raïss El-Fenni :
| Saison                | Club                  | Championnat           | Championnat | Championnat | Championnat | Coupe(s) nationale(s) | Coupe(s) nationale(s) | Coupe(s) nationale(s) | Total | Total | Total |
| Saison                | Club                  | Division              | M.          | B.          | P.d.        | M.                    | B.                    | P.d.                  | M.    | B.    | P.d.  |
| 2020-2021             | Chabab Mohammédia     | Division 1            | 22          | 14          | 13          | 5                     | 2                     | 2                     | 27    | 16    | 15    |
| 2021-2022             | Chabab Mohammédia     | Division 1            | 20          | 10          | 14          | 3                     | 1                     | 0                     | 23    | 11    | 14    |
| 2022-2023             | Chabab Mohammédia     | Division 1            | 15          | 16          | 14          | 2                     | 0                     | 1                     | 17    | 16    | 15    |
| Sous-total            | Sous-total            | Sous-total            | 57          | 38          | 40          | 10                    | 3                     | 3                     | 67    | 41    | 43    |
| 2023-2024             | ASF Agadir            | Division 1            | 5           | 4           | -           | 1                     | 0                     | -                     | 6     | 4     | 0     |
| Total sur la carrière | Total sur la carrière | Total sur la carrière | 62          | 42          | 40          | 11                    | 3                     | 3                     | 73    | 45    | 43    |

### Statistiques en sélection marocaine
Le tableau suivant liste les rencontres de l'équipe du Maroc auxquelles Idriss Raiss El-Fenni a pris part :

## Palmarès
| Chabab Mohammedia (4)                                                                                       | Faucon Agadir (2)                                                                             | CL Ksar El Kebir (2)                                                                        | Équipe du Maroc (11) |
| --- | --------------------------------------------------------------------------------------------- | ------------------------------------------------------------------------------------------- | --- |
| - Championnat du Maroc (3) : - Champion : 2021, 2022 et 2023 - Coupe du Trône (1) : - Vainqueur : 2019-2020 | - Championnat du Maroc (1) : - Champion : 2024 - Coupe du Trône (1) : - Vainqueur : 2022-2023 | - Championnat du Maroc (1) : - Champion : 2025 - Coupe du Trône (1) : - Vainqueur : 2023-24 | - Tournoi international de Changshu (1) - Finaliste : 2018 - Vainqueur : 2019 - Coupe d'Afrique des nations (2) - Champion : 2020 et 2024 - Tournoi international de Poreč (1) - Vainqueur : 2020. - Coupe arabe des nations (3) - Champion : 2021, 2022 et 2023 - Coupe des confédérations (1) - Champion : 2022 - Tournoi international de Rabat (2) - Vainqueur : 2023, et 2025 - Tournoi international de Croatie (1) - Vainqueur : 2023 |

### Distinctions individuelles
- 2024 : Vainqueur du prix du meilleur joueur de la Futsal D1 décerné par Laylat Annoujoum[35]